# Rockwell B-1B Lancer
B-1B Lancer – ciężki amerykański bombowiec strategiczny dalekiego zasięgu o zmiennej geometrii skrzydeł, zbudowany przez wytwórnię Rockwell International (obecnie Boeing BDS). Wraz z samolotami B-52 Stratofortress i B-2 Spirit stanowi trzon strategicznego lotnictwa bombowego Stanów Zjednoczonych.
Przez załogi samolot nieoficjalnie nazywany jest Bone (kość), co stanowi grę słów bazującą na słownym zapisie kodu B-1 (B-One).

## Historia rozwoju

### Program B-1
Projekt samolotu B-1 powstał podczas zimnej wojny około 1965 roku, w ramach programu zaawansowanego załogowego samolotu strategicznego (AMSA – Advanced Manned Strategic Aircraft). Zadaniem samolotu tego typu miała być penetracja przestrzeni powietrznej Związku Radzieckiego i przenoszenie broni jądrowej, w ramach amerykańskiej strategii odstraszania nuklearnego.
Po wstępnych pracach rozwojowych, w 1970 powierzono wytwórni Rockwell International zadanie zbudowania nowego bombowca. Pierwszy z czterech prototypów, oznaczony jako B-1A, oblatano 23 grudnia 1974 roku. Maszyna ta miała być zdolna do długodystansowych lotów z prędkościami naddźwiękowymi na niskim pułapie i osiągania prędkości 2,5 Macha na dużych wysokościach.
B-1A nigdy nie wszedł do produkcji ze względu na przerwanie programu budowy tego bombowca w 1977 roku, decyzją prezydenta Jimmy’ego Cartera, ale wszystkie 4 prototypowe maszyny kontynuowały loty testowe do 1981 roku.
Pierwszy z prototypów został przekazany na złom, a drugi wykorzystywano jako platformę badawczą w równolegle prowadzonym programie rozwojowym B-1B, aż do jego katastrofy 29 sierpnia 1984 roku. Egzemplarz ten był wyposażony w nowatorski system ratunkowy w postaci kapsuły ratunkowej zamiast foteli wyrzucanych. Rozwiązanie to umożliwiało pracę załogi w zwykłym ubraniu, bez kombinezonów ciśnieniowych i masek tlenowych, ale podczas katastrofy drugiego prototypu nieprawidłowe rozwinięcie się spadochronu doprowadziło do śmierci pilota. Jedyną maszyną poza B-1A, w której stosuje się wystrzeliwaną kapsułę ratunkową jest F-111 Aardvark.
Dwa pozostałe prototypy ocalały i zostały przekazane do muzeów. Trzeci egzemplarz znajduje się w muzeum „Wings Over the Rockies” w Denver w stanie Kolorado, a czwarty po zakończeniu służby w ramach programu B-1B, przekazano do Narodowego Muzeum Amerykańskich Sił Powietrznych (National Museum of the United States Air Force) koło Dayton w stanie Ohio, a później przeniesiono do Muzeum Sił Strategicznych i Kosmosu w Ashland w Nebrasce. Egzemplarz ten był wyposażony w standardowe fotele wyrzucane, tak jak później produkowany bombowiec B-1B.

### Wznowienie programu B-1
W 1981 roku wznowiono program bombowca B-1 w ramach ogólnej rozbudowy amerykańskich sił zbrojnych. Zgodnie z nową strategią B-1 miał pełnić funkcję tymczasowego bombowca strategicznego do czasu wprowadzenia nowocześniejszego, zbudowanego w technologii stealth B-2 Spirit.
Pierwszy egzemplarz produkcyjny B-1B wzbił się w powietrze w październiku 1984 roku, a pierwszym dostarczonym bombowcem był samolot „The Star of Abilene” (gwiazda Abilene), który trafił do bazy Dyess w Teksasie. Pełną zdolność bojową maszyny te osiągnęły 1 października 1986 roku, a ostatni B-1B wszedł do służby 2 maja 1988. Zgodnie z założeniami programu konstrukcyjnego, uwzględniając postęp technologiczny radzieckiego rozbudowanego systemu obrony przeciwlotniczej, B-1B zapewnić miał amerykańskiemu lotnictwu możliwość penetracji przestrzeni powietrznej ZSRR do późnych lat 90 XX wieku. Maszyny były przydzielone do pięciu skrzydeł podległych Dowództwu Lotnictwa Strategicznego (Strategic Air Command).

### Częściowe wycofanie ze służby
Łącznie zbudowano 100 egzemplarzy produkcyjnych bombowców B-1B, z których 93 pozostało w służbie do 2003. W tym samym roku postanowiono zredukować ich liczbę do 60, przeznaczając zaoszczędzone w ten sposób pieniądze na utrzymanie pozostałych maszyn, jednak korekta budżetu przeprowadzona w roku 2004, pozwoliła na powtórne wprowadzenie do służby jeszcze 7 bombowców B-1B, co łącznie daje 67 zdolnych do lotu maszyn. Reszta wycofanych maszyn została przeznaczona na części zamienne dla pozostających w służbie egzemplarzy.
Według stanu na 2018 rok, przewiduje się wycofanie B-1 ze służby do 2036 roku. 

## Konstrukcja bombowca B-1B Lancer
Bombowiec B-1B jest dolnopłatem konstrukcji mieszanej tytanowo-aluminiowej o zmiennej geometrii skrzydeł, napędzanym wydajnymi dwuprzepływowymi silnikami General Electric z dopalaniem. Taka konstrukcja zapewnia duży zasięg maszyny i duże prawdopodobieństwo przetrwania na polu walki, także skutków fali uderzeniowej wybuchu jądrowego. Skrzydła samolotu mogą być ustawiane pod kątami 15, 25, 55 i 67,7 stopnia, a po modyfikacji przeprowadzonej w latach 1998–1999, także 45 stopni. Konfiguracja z rozłożonymi skrzydłami używana jest do startu, lądowania i lotów na dużej wysokości dla zapewnienia maksymalnego zasięgu. Z kolei konfiguracja ze skrzydłami złożonymi umożliwia osiąganie dużych prędkości pod- i naddźwiękowych poprzez zmniejszenie oporów aerodynamicznych.

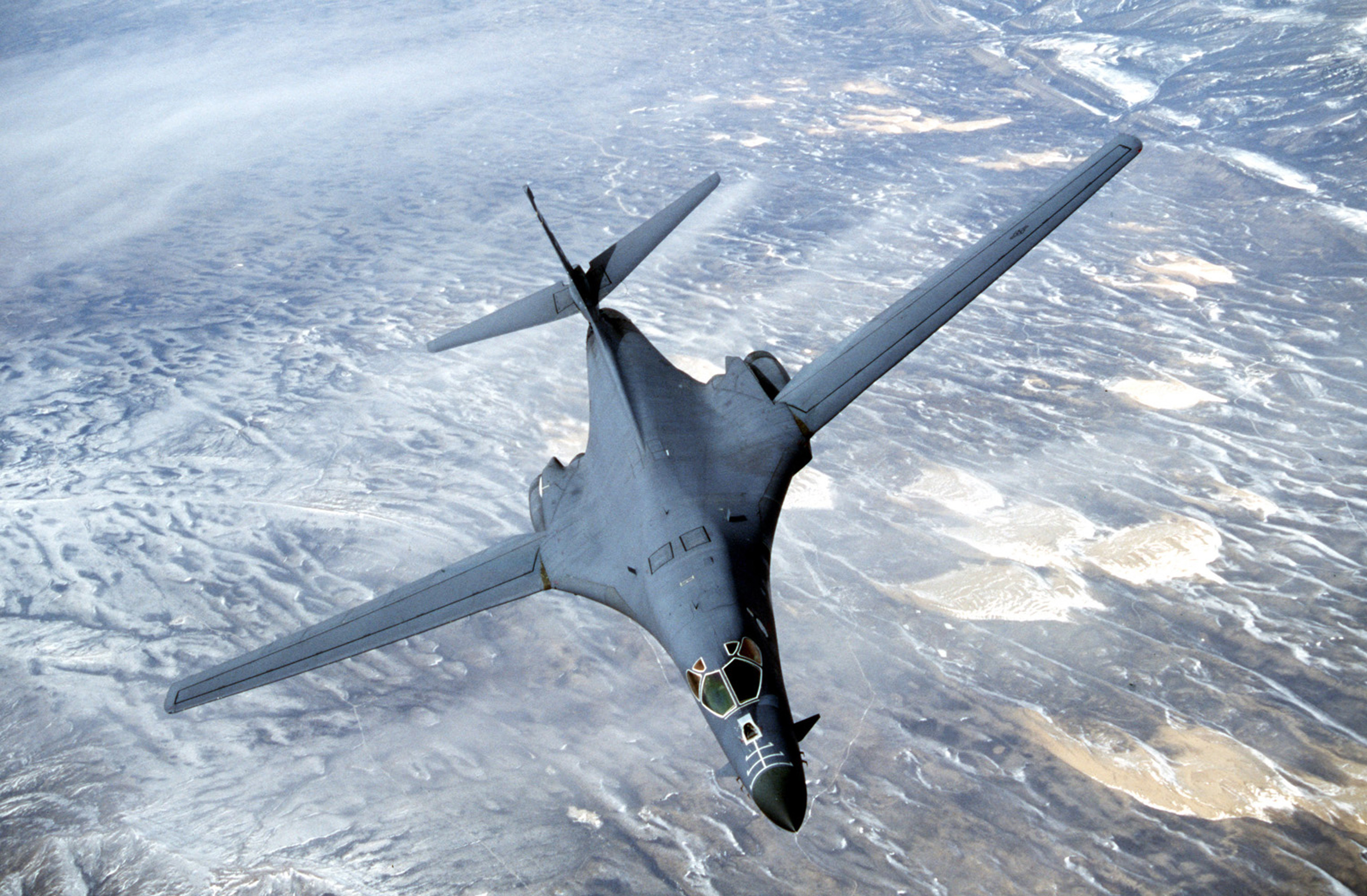
B-1B Lancer w locie na dużej wysokości z rozłożonymi skrzydłami

Silniki zamontowane są parami w rozszerzonej części kadłuba, będącej nasadą skrzydeł. Chociaż mają one większą moc niż zastosowane w B-1A jednostki napędowe, to w przeciwieństwie do poprzednika nie pozwalają one na osiągnięcie prędkości wyższych niż 2 Ma. Prędkość maksymalna Lancera na dużym pułapie nie przekracza 1,25 Ma (1330 km/h), a na małej wysokości osiąga 0,95 Ma (1118 km/h), co jest wartością większą niż był zdolny osiągnąć B-1A. Pod względem technicznym B-1B Lancer może osiągać większe prędkości, ale jest to ryzykowne ze względu na możliwość uszkodzenia konstrukcji maszyny, a zwłaszcza chwytów powietrza zmodyfikowanych w celu ograniczenia odbicia promieniowania radarowego, co ma duży wpływ na jego wykrywalność. Dodatkowe pokrycie maszyny materiałem absorbującym promieniowanie radarowe RAM (Radar Absorbent Material), pozwoliło na zmniejszenie jego sygnatury do 2%, w porównaniu do samolotów podobnej wielkości, takich jak B-52 Stratofortress. W porównaniu do pierwszej wersji samolotu B-1A, nowy Lancer posiadał szereg modyfikacji mechanicznych, głównie wzmocnień struktury kadłuba, skrzydeł i podwozia. Masa własna samolotu również została zmniejszona.
Samolot zabiera 88450 kg paliwa w ośmiu samouszczelniających się zbiornikach, umieszczonych w nasadzie skrzydeł i w kadłubie. Dodatkowo w celu zwiększenia zasięgu jest możliwe zainstalowanie dodatkowych zbiorników w komorach bombowych. B-1B może być również tankowany w locie poprzez umieszczony w części dziobowej wlew, a charakterystyczny biały wzór namalowany na górnej części dziobu przed kabiną pilotów ma na celu ułatwienie operatorowi latającej cysterny trafienie w gniazdo wlewu.

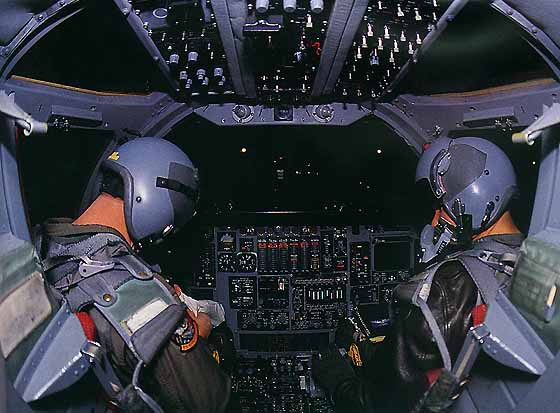
Kokpit B-1B Lancer

Załoga bombowca składa się z czterech osób: dwóch pilotów oraz dwóch operatorów uzbrojenia obronnego i ofensywnego. Wszyscy członkowie załogi mają możliwość awaryjnego opuszczenia samolotu za pomocą foteli wyrzucanych klasy zero-zero Weber ACES II.
Środki obronne bombowca B-1B, to głównie urządzenia elektroniczne mające na celu ostrzeganie o niebezpieczeństwie ataku i zakłócanie sygnałów wrogich systemów namierzających. Samolot jest wyposażony w osiem wyrzutników pułapek termicznych i elektromagnetycznych, zainstalowany na ogonie dodatkowy radar, ostrzegający przed samolotami i pociskami rakietowymi przeciwnika, urządzenia walki elektronicznej oraz system wabików przeciwrakietowych ALE-50.
Od momentu wprowadzenia do służby, B-1B był kilkakrotnie unowocześniany, a ostatnia modyfikacja została przeprowadzona w ramach programu Conventional Mission Upgrade Program, w celu unowocześnienia uzbrojenia naprowadzanego, takiego jak JDAM, AGM-154 JSOW i AGM-158 JASSM. Amerykańskie siły powietrzne planują, że B-1B Lancer pozostanie w służbie do roku 2020, ale ostatnio coraz częściej jest wymieniany rok 2040, jako ostateczny termin wycofania tych maszyn z eksploatacji.

## Uzbrojenie

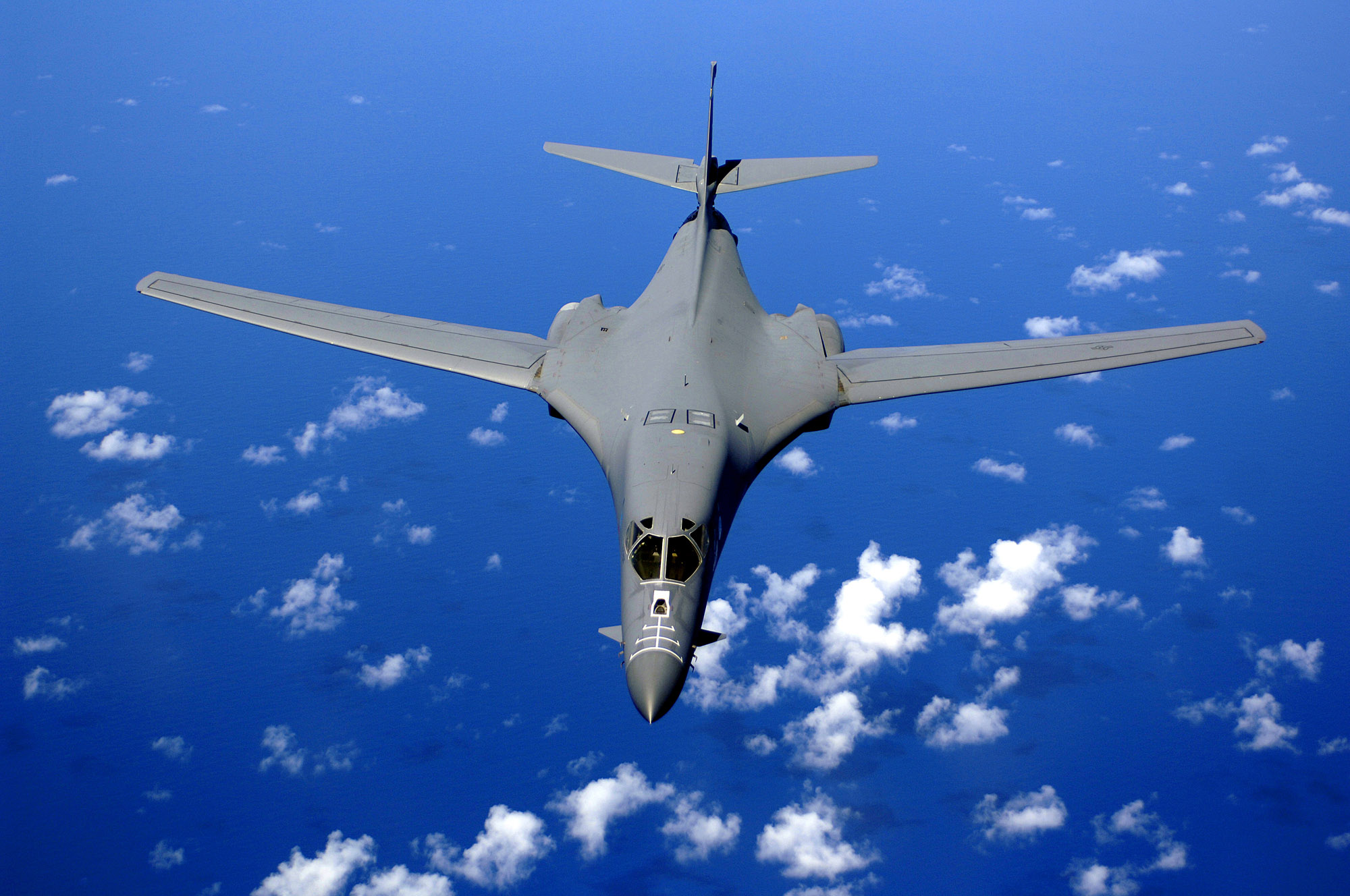
B-1B lecący nad Pacyfikiem

B-1B Lancer może przenosić wiele rodzajów konwencjonalnego i jądrowego uzbrojenia bombowego i rakietowego w trzech wewnętrznych komorach bombowych i na sześciu zewnętrznych węzłach podwieszeń.

Przewidywano użycie broni jądrowej w postaci bomb B28, B61 i B83, oraz pocisków rakietowych AGM-69A.
Najczęściej spotykane konfiguracje uzbrojenia konwencjonalnego:
- 84 × bomba Mk 82 ogólnego przeznaczenia
- 84 × mina morska Mk 62
- 8 × mina morska Mk 65
- 30 × bomba kasetowa CBU-87/89
- 30 × bomba kasetowa CBU-97 z minami termicznymi
- 30 × bomba kasetowa CBU-103/104/105 WCMD
- 24 × GBU-31 bomba standardu JDAM kierowana systemem GPS (głowica bojowa z bomby Mk 84 lub BLU-109)
- 15 × GBU-38 bomba standardu JDAM kierowana systemem GPS (głowica bojowa z bomby Mk 82)
- 24 × bomba Mk 84 ogólnego przeznaczenia
- 24 × pocisk rakietowy AGM-158 JASSM
- 12 × pocisk rakietowy AGM-154 JSOW

## Użycie operacyjne bombowców B-1B Lancer
Pierwsze bojowe zastosowanie samolotu B-1 Lancer nastąpiło podczas operacji „Desert Fox” w Iraku, w grudniu 1998 roku. Samoloty B-1 Lancer brały także udział w operacji „Allied Force” w byłej Jugosławii w 1999 roku. Dokonywały również bombardowań podczas operacji „Enduring Freedom” w Afganistanie w latach 2001–2002 oraz w trakcie operacji „Iraqi Freedom” w Iraku.
2 lutego 2024 użyte zostały do przeprowadzenia bombardowań na pozycje powiązane z proirańskimi milicjami w ramach odwetu na śmierć trzech amerykańskich żołnierzy po ataku na granicy jordańsko-syryjskiej.

## Katastrofy i wypadki

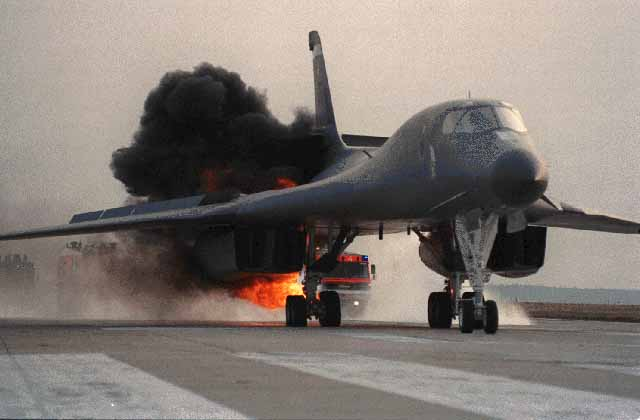
B-1B podczas awaryjnego lądowania w 1994

- We wrześniu 1997 roku należący do 28 Skrzydła Bombowego samolot uległ katastrofie, rozbijając się na skutek błędu pilota. Wszyscy członkowie załogi zginęli. Była to pierwsza katastrofa bombowca B-1B od momentu wprowadzenia do służby w 1986 roku.
- 18 lutego 1998 roku, wykonujący misję ćwiczebną bombowiec B-1B Lancer, wystartował z bazy lotniczej Dyess w Abilene w zachodnim Teksasie. Podczas lotu wskaźniki pokładowe zarejestrowały awarię silnika numer 3, a załoga zgodnie z procedurą odłączyła pompy paliwowe uszkodzonej jednostki napędowej. Na skutek zwarcia w panelu sterującym nastąpił pożar i wyłączenie wszystkich silników samolotu. Nie powiodły się próby ich powtórnego uruchomienia i załoga była zmuszona katapultować się z maszyny. Wszyscy członkowie załogi uratowali się z tej katastrofy.
- W grudniu 2001 roku, należący do 28 Skrzydła Bombowego bombowiec B-1B Lancer, oznaczony kryptonimem Icecube 44, wykonujący misję bojową, której celem był Afganistan, podczas przelotu nad Oceanem Indyjskim uległ katastrofie na skutek awarii systemów elektrycznych maszyny. Wszyscy członkowie załogi katapultowali się i po dwóch godzinach zostali uratowani.
- 4 kwietnia 2008 roku, B-1B zapalił się podczas lądowania w bazie lotniczej USA Al Udeid w Katarze. Wszyscy czterej członkowie załogi bombowca się uratowali, a okoliczności incydentu nadal są badane.
- 19 sierpnia 2013 roku, B1-B należący do 28 Skrzydła Bombowego z bazy Ellsworth rozbił się w rejonie Broaudus, podczas standardowego lotu treningowego nad poligonem Powder River. Załodze udało się bezpiecznie katapultować. Nikt z czteroosobowej załogi nie odniósł poważniejszych obrażeń.
- 4 stycznia 2024 roku o 17.50 czasu lokalnego, B-1B również należący do 28 Skrzydła Bombowego, rozbił się podczas podejścia do lądowania w bazie AFB Ellsworth. Przyczyną prawdopodobnie były złe warunki atmosferyczne: niski pułap chmur, temperatura poniżej zera i gęsta mgła ograniczającej widoczność, ale okoliczności wypadku nadal są badane. Samolot w czasie katastrofy wykonywał rutynowy lot szkoleniowy. Cała czteroosobowa załoga przeżyła katastrofę[7][8].